# Carolinabrug

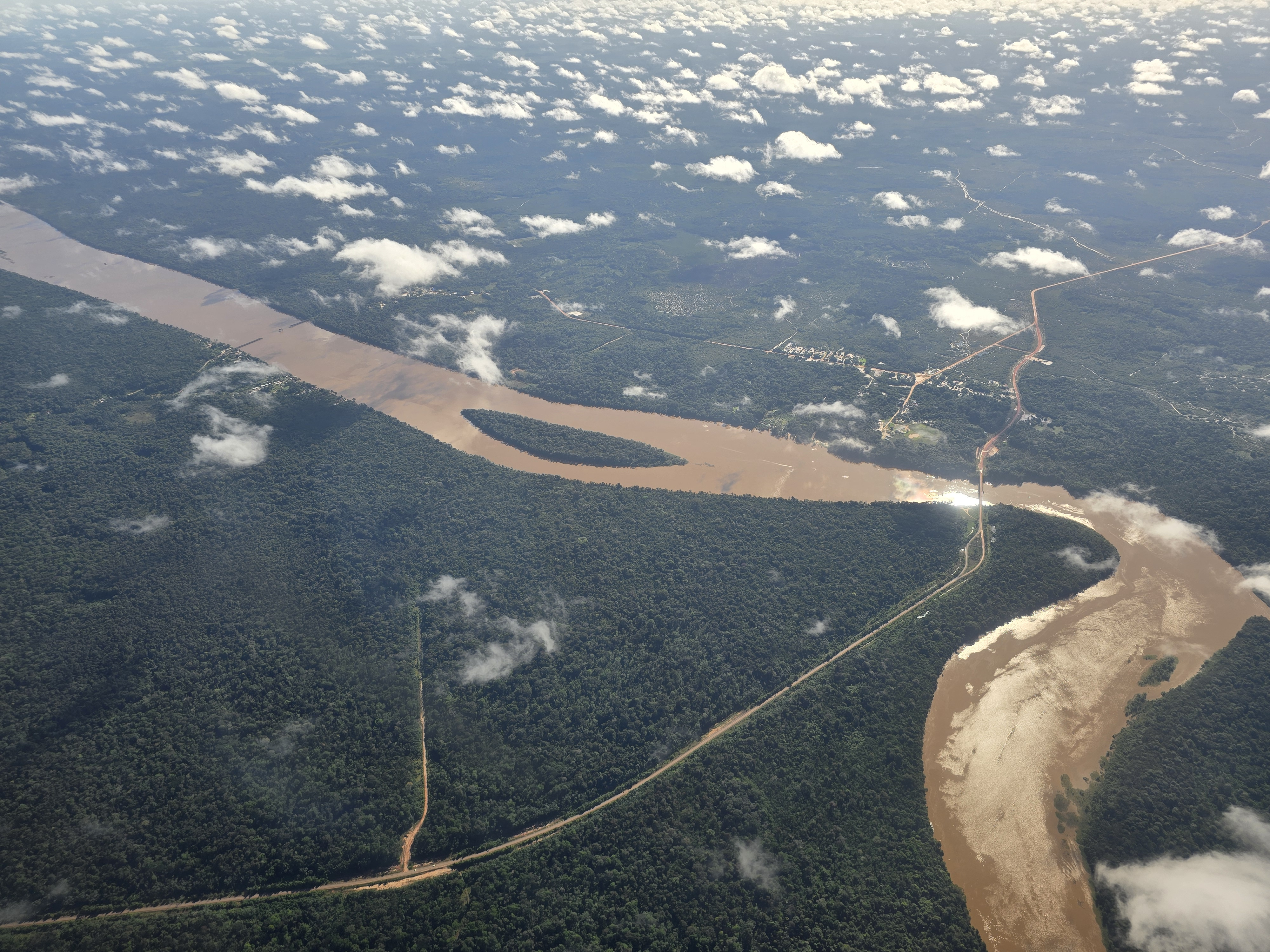
Links van het eiland de oude en rechts de nieuwe brug bij Carolina, 2025

De Carolinabrug is een brug over de Surinamerivier. De brug zou aan weerszijden de dorpen Carolina en Pierrekondre (Kumbasi) verbinden, maar werd uiteindelijk voltooid bij Redidoti.
In 2005 begon een Surinaams bedrijf met de bouw van de brug bij Carolina maar voltooide deze niet. In 2007 stortte de half afgebouwde brug voor een deel in toen een van de pijlers werd geramd door een zandschip. In 2012 kreeg het Nederlandse Ballast Nedam de opdracht om de brug van 328 meter te bouwen.
De regering-Bouterse I kwam het contract niet na en in december 2013 werd een schadevergoeding aan Ballast Nedam betaald van 446.000 euro en een nieuw contract getekend voor de bouw van de brug vijf kilometer stroomopwaarts bij Redidoti. Tijdens de werkzaamheden voer een ponton van Ballast Nedam in juni 2014 tegen de oude brug aan. De nieuw brug werd op 21 december 2014 officieel geopend. Er werd extra geïnvesteerd in bescherming tegen aanvaringen. De aansluitweg naar de brug werd in 2016 geasfalteerd.
De restanten van de eerste brug werd in juni 2025 in beheer gegeven van het plantagebestuur Carolina, met het doel om er voor Carolina en Pierrekondre een economisch winstgevende zone van te maken. "De brug stond er verlaten bij, terwijl het een stevige betonnen constructie is met veel potentie. Het zou zonde zijn om die onbenut te laten", aldus bestuursvoorzitter Richard Slijters.